# Вулиця Леоніда Куценка
Вулиця Леоніда Куценка — вулиця у Подільському районі міста Кропивницького.
Вулиця Леоніда Куценка в Кропивницькому пролягає від площі Соборної до Башкирської вулиці.
Вулиця почала забудовуватися у 50-х роках ХХ сторіччя. На вулиці розташований комерційний технікум, та обласне управління фонду страхування на випадок безробіття (обласний центр зайнятості), а також житлові будинки.
За радянських часів і до 2016 року вулиця мала назву вулиця Василини. Сучасна назва — на честь Леоніда Куценка.
Від вулиці бере початок вулиця Арсенія Тарковського.

## Галерея

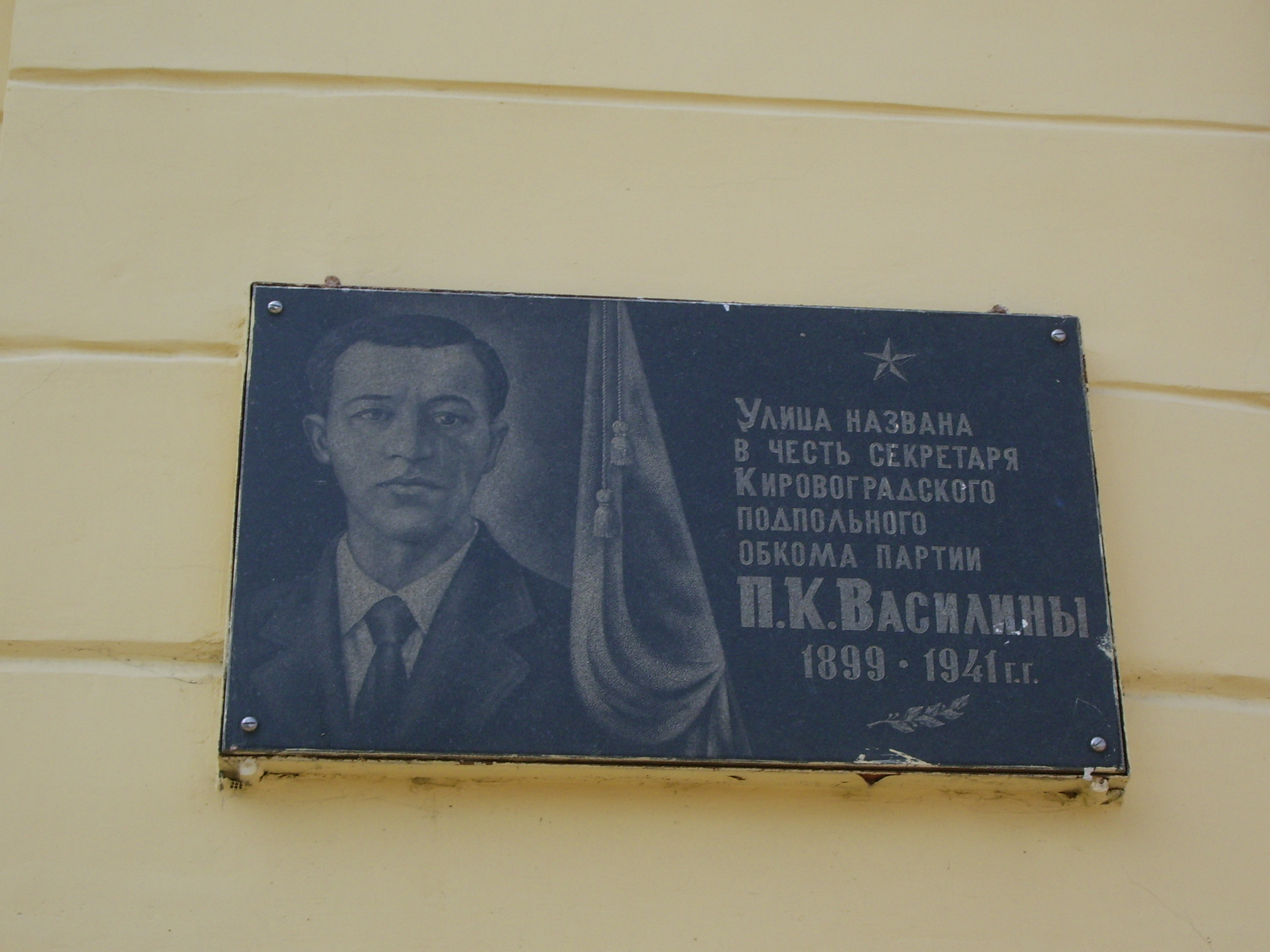
Інформаційна дошка на вулиці Леоніда Куценка
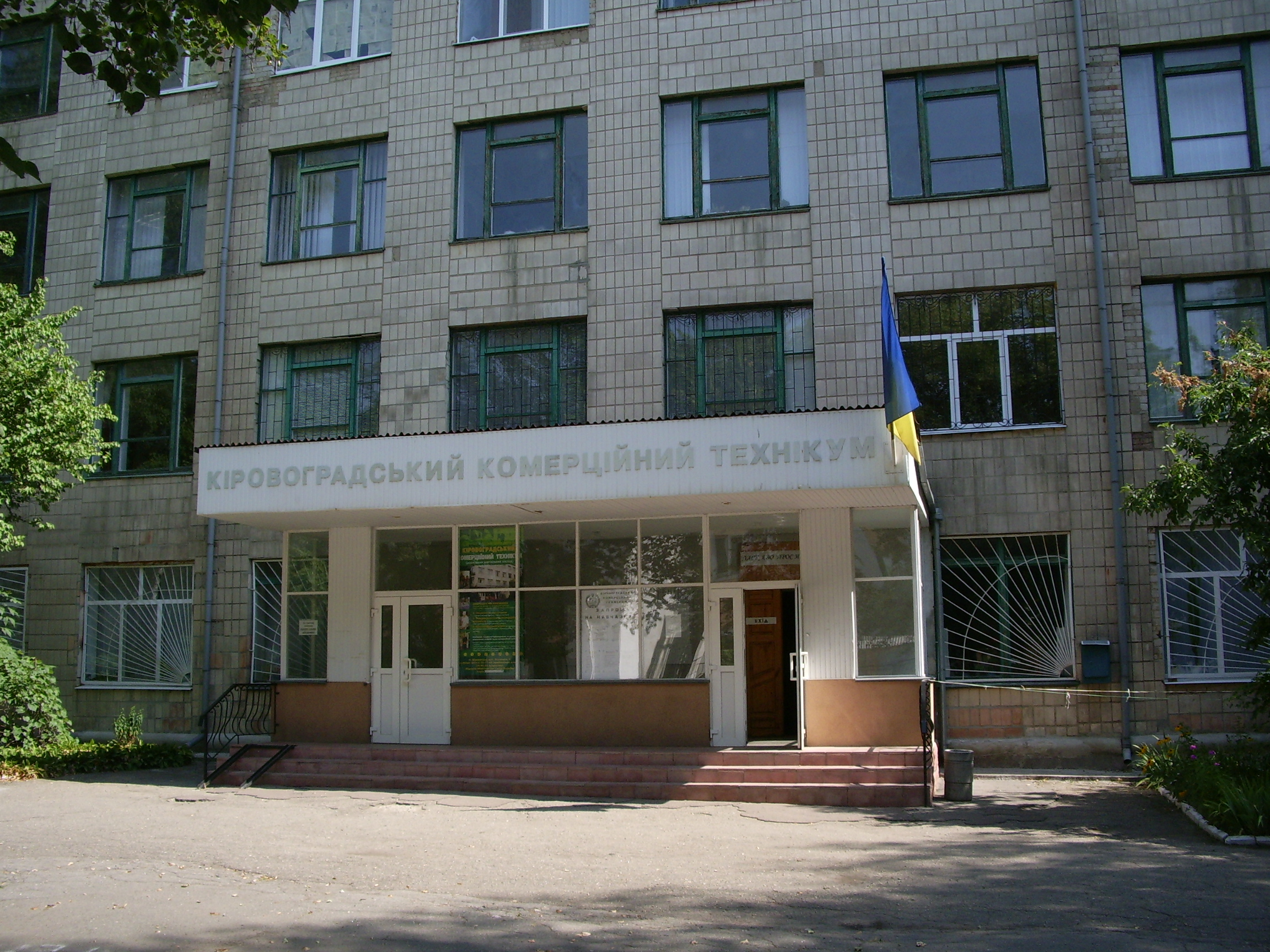
Кропивницький комерційний технікум
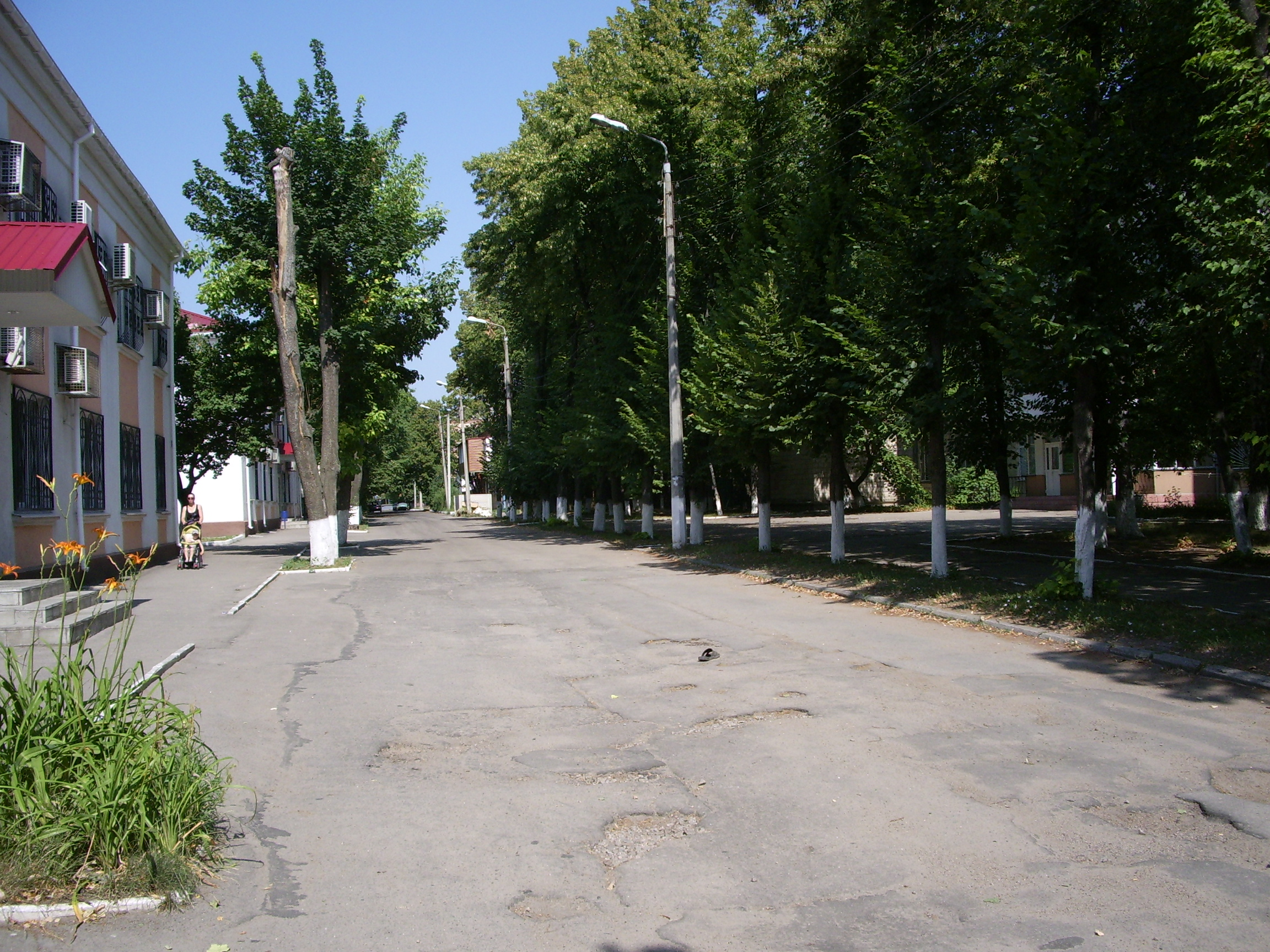
Вигляд вулиці Леоніда Куценка
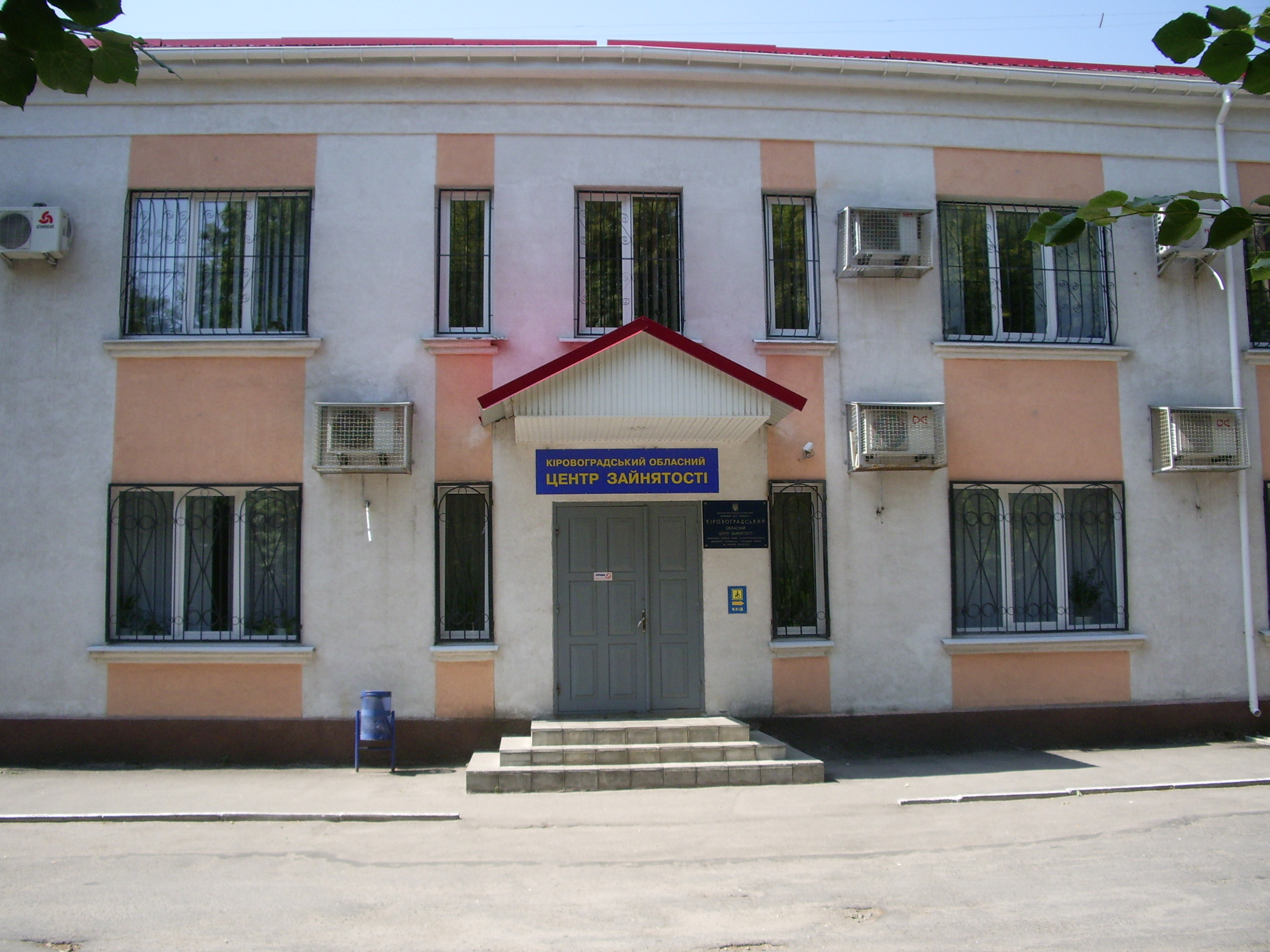
Кропивницький обласний центр зайнятості